# كليفورد براون
كليفورد براون (بالإنجليزية: Clifford Brown)‏ (و. 1930 – 1956 م) هو بواق، وملحن، وعازف جاز أمريكي، ولد في ويلمنتجون، ديلاوير، يستخدم آلات بوق، توفي في بنسيلفانيا، عن عمر يناهز 26 عاماً، بسبب حادث مرور.

## التعليم
تعلم في Delaware State University ‏، وUniversity of Maryland Eastern Shore ‏.

## روابط خارجية
- كليفورد براون على موقع IMDb (الإنجليزية)
- كليفورد براون على موقع الموسوعة البريطانية (الإنجليزية)
- كليفورد براون على موقع ميوزك برينز (الإنجليزية)
- كليفورد براون على موقع أول ميوزيك (الإنجليزية)
- كليفورد براون على موقع ديسكوغز (الإنجليزية)
- كليفورد براون على موقع قاعدة بيانات الفيلم (الإنجليزية)